# Palmeirim de Inglaterra
O Palmeirim de Inglaterra, de nome completo Cronica do famoso e muito esforçado cavalleiro Palmeirim d'Inglaterra, é um romance de cavalaria português escrito por Francisco de Morais (1500-1572) entre 1541 e 1543. O livro possui algumas lembranças autobiográficas do autor. É considerado um dos melhores romances de cavalaria do século XVI, e foi como tal elogiado por Cervantes em Dom Quixote. 

## Relação com outros livros
Cronologicamente, o livro é o quarto do popular ciclo hispano-português dos Palmeirins, inaugurado com Palmerín de Oliva (Salamanca, Juan de Porras, 1511), Primaleón (Salamanca, Juan de Porras, 1516) e Platir (Valladolid, Nicolás Tierri, 1533), do qual provém a temática e a maioria dos personagens. Não é continuação do terceiro livro, Platir (1533), mas do segundo, Primaleón.
Embora contenha considerável matéria original, Palmeirim de Inglaterra revela uma forte influência do Amadis de Gaula, bem como de Las sergas de Esplandián, de Garci Rodríguez de Montalvo.
Os caracteres dos protagonistas, Palmeirim de Inglaterra e o seu irmão Floriano do Deserto, são calcados dos de Amadis e o seu irmão Galaor.  Outro personagem importante da obra é Florendos, filho do Imperador Primaleão e da Imperatriz Gridônia, a cujas façanhas, por amor da esquiva infanta Miraguarda, são dedicadas numerosas páginas.
Ao contrário do habitual nos ciclos cavalheirescos, os protagonistas, Palmeirim de Inglaterra e Floriano do Deserto, não são descendentes do primeiro herói da série por via masculina , mas por via feminina, pois os seus progenitores são o príncipe inglês Duardos de Bretanha e a sua esposa Flérida, filha de Palmeirim de Oliva.

### Continuação
A obra foi continuada em português por Diogo Fernandes em Duardos de Bretanha (terceira e quarta parte de Palmeirim de Inglaterra) e esta por Baltazar Gonçalves Lobato em Clarisol de Bretanha (quinta e sexta parte). Há também uma continuação de Gonçalo Coutinho (ca. 1560 - 1634 ou 1639), em língua portuguesa, que foi editada no Brasil no séc. XXI, por R. C. G. Fernandes e Nanci Romero, es:Crónica de Don Duardos de Bretaña. Também houve uma continuação italiana, escrita por es:Mambrino Roseo, es:Tercer libro de Palmerín de Inglaterra, com uma tradução para língua inglesa de Anthony Munday (1553-1633) disponível em .

## Composição
Palmeirim de Inglaterra consta de dois livros, o primeiro dividido em 101 capítulos e o segundo por 66. A edição mais antiga que se conhece é a publicada em Toledo (em 1547 o primeiro livro e em 1548 o segundo), com o título de "Livro do muito esforçado cavaleiro Palmerim de Inglaterra filho do rei Dom Duardos", no qual é atribuído em  versos acrósticos a um Luis Hurtado de Toledo, que devia ser então muito jovem. Em português, a versão impressa mais antiga que se conhece é a publicada por André de Burgos em Évora em 1567, com o título de "Crônica de Palmeirim de Inglaterra".

## Elogios de Miguel de Cervantes
Diz Cervantes no Dom Quixote:
«abrindo outro livro, viu que era Palmeirim de Oliva, e junto a ele estava outro que se chamava Palmeirim de Inglaterra; o qual visto pelo licenciado, disse :
 -Dessa oliva façam ralhas e queime-se, que ainda não fiquem dela as cinzas; e dessa palma de Inglaterra guarde-se e preserve-se como a coisa única»— Dom Quixote , Capítulo VI
Assim, Cervantes salvava o Palmeirim de Inglaterra da fogueira do pátio de Dom Quixote, salvamento de livros de cavalaria no que apenas acrescentava o Amadis de Gaula e Tirant lo Blanc.

## A origem do nome Patagônia
Um dos personagens era um monstro chamado Patagão, «muito inteligente e grande amante de mulheres», ser este com figura de cão, grandes orelhas, dentes descomunais e pés de cervo. Sete anos depois da sua publicação, em plena circunavegação ao mundo por parte do português Magalhães, os seus integrantes chamaram "Patagões" aos habitantes das regiões antárticas da América.

## Edições portuguesas

### Edições antigas
- Cronica do famoso e muito esforçado cavalleiro Palmeirim d´Inglaterra (Évora, André de Burgos, 1567).
- Chronica do famoso e muyto esforçado Cavaleyro Palmeyrim de Inglaterra… Agora nouamente impressa (Lisboa, Antonio Álvares, 1592).
- Crónica de Palmeirim de Inglaterra. Primeira e Segunda parte por Francisco de Moraes, a que se ajuntão as mais obras do mesmo autor, Introd. de Agostinho José da Costa de Macedo, Lisboa, na Officina de Simão Thaddeo Ferreira. [Tomo II: Antonio Gomes], 1786, 3 vols. Google Livros, v1, v2, v3.

### Século XIX
- Obras de Francisco de Moraes, Tip. Andrade, Universidade de Lisboa, Faculdade de Letras, 1852, 3 vols. Google Livros, v1, v2, v3.

### Edições modernas
- Palmeirim de Inglaterra, Lisboa, Tip. da Rev. Renascença, Colecção Avelar Machado, 1940
- Palmeirim de Inglaterra, Lisboa, Gráfica Lisbonense, Textos Literarios, 1941(Sel., argumento, prefácio e notas de M. Rodrigues Lapa. ). Reimpresso em 1960
- Crônica de Palmeirim de Inglaterra, São Paulo, Editora Anchieta, Biblioteca de Clássicos para todos, 1946, 3 vols. (Com as obras completas de Francisco de Morais)
- O Palmeirim de Inglaterra, Lisboa, Livraria Sampedro Editora, Col. Nosso Mundo. Aventuras e novelas, 1964.
- Narrativas cavaleirescas, em História e Antologia da Literatura Portuguesa. Século XVI, nº 26, Lisboa, Fundação Calouste Gulbenkian, 2003.